# Hammerschloss Theuern

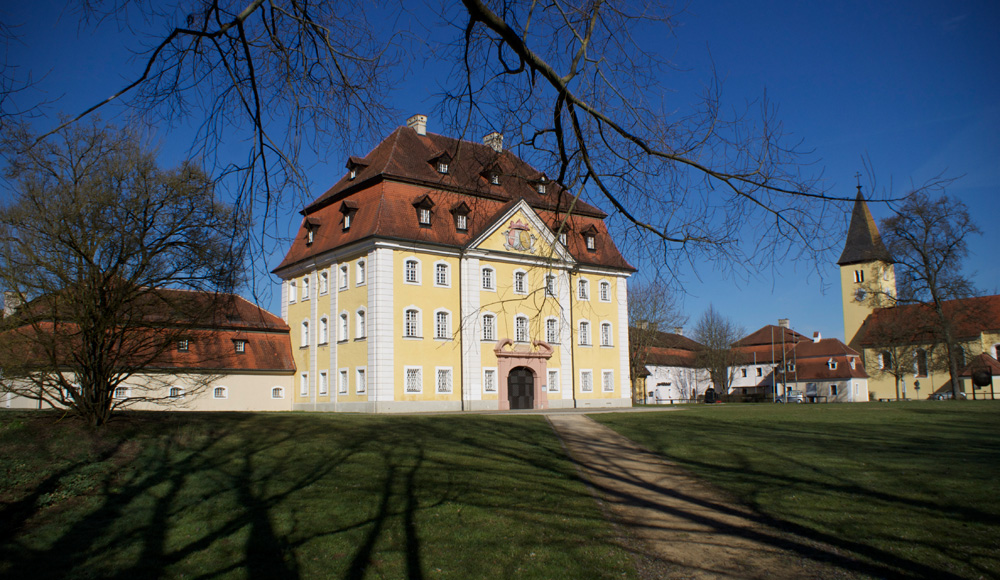
Hammerherrenschloss Theuern von 1780

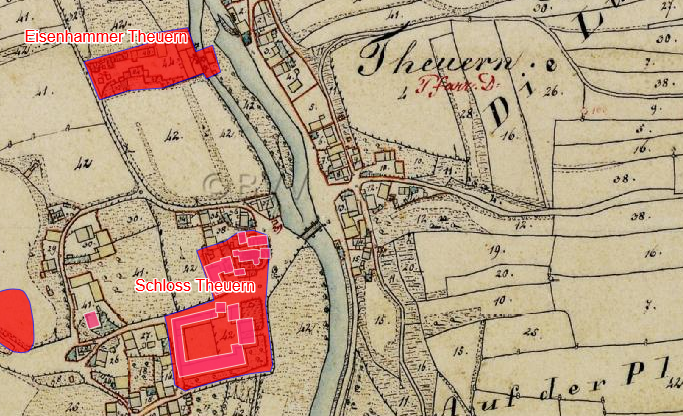
Lageplan von Schloss und Hammerwerk Theuern auf dem Urkataster von Bayern

Das Schloss Theuern ist ein Schloss in Theuern in der Gemeinde Kümmersbruck im Landkreis Amberg-Sulzbach von Bayern. Die erhaltenen Gebäude sind unter der Aktennummer D-3-71-136-20 als Baudenkmal verzeichnet. „Archäologische Befunde des Mittelalters und der Neuzeit im Bereich der Kath. Pfarrkirche St. Nikolaus und des ehem. Hofmarkschlosses von Theuern, darunter die Spuren von Vorgängerbauten bzw. älterer Bauphasen der Kirche und des Adelssitzes“ werden zudem als Bodendenkmal unter der Aktennummer D-3-6637-0078 geführt. „Archäologische Befunde des abgegangenen spätmittelalterlichen und neuzeitlichen Eisenhammers Theuern“ werden ferner unter der Aktennummer D-3-6637-0118 als Bodendenkmal geführt.

## Geschichte
Eine Familie von Theuern lässt sich seit dem Ende des 11. Jahrhunderts, gleichzeitig die erste urkundliche Erwähnung Theuerns, nachweisen. Hartnit von „Tiuren“ erscheint in einer Urkunde als Zeuge, die zwischen 1092 und 1114 niedergeschrieben wurde. 1482 ist erstmals in einer Quelle von einem Schloss die Rede.
Ein Hammerwerk bestand in Theuern wohl ebenfalls erst Ende des 15. Jahrhunderts, denn an der Großen Hammereinung von 1387 war Theuern nicht beteiligt. 1518 erwarb die Familie Portner Hammerwerk und Hofmark. Das Hammerwerk selbst lag außerhalb des Schlosskomplexes an der Vils. Aus einem Bericht des Johann German Barbing an den Kurfürst Ferdinand Maria vom 16. Januar 1666 heißt es: Theuern: „Ist ein Schin- und Eisenhammer daselbst, so Gg. Porttners nachgelassenen Erben gehört, wovon die Hammerhütte, die Hammerschmiedhäuser und Wohnungen neben dem Hammer-Haus alles zu gründe gegangen und eingefallen. Daher solches Hammerwerk ganz und gar öd liegt, und keine Hoffnung ist, daß solches von den Inhabern mehr aufgerichtet wird. Anstatt des Hammerwertes ist jetzt eine Mühle samt einer Säge vorhanden, so die Porttner'schen Erben noch besitzen.“ 
Bereits 1682 wurde am heutigen Standort des Schlosses von Johann Georg Portner ein „Jägerhaus“ errichtet.
Im Zuge der Gegenreformation wurden die Portners von ihrem Hammergut vertrieben. Nach den Portnern betrieben den Hammer Andreas von Rulands Witwe (1705) und seit 1709 die Lochner von Hüttenbach.
Am 25. August 1780 wurde laut Kirchenbuch der Grundstein zu dem heute noch bestehenden spätbarocken Schloss gelegt; Bauherr war Joseph Christian von Lochner. Das Jägerhaus aus dem 17. Jahrhundert wurde in den Neubau integriert.
Für die Konstruktion des Hammerherrenschloss konnte man den kurfürstlichen Baumeister Wolfgang Diller aus Amberg gewinnen. Bereits in den 1770er Jahren wurden mehrere Wirtschaftsgebäude errichtet, so entstand eine Vierflügelanlage um einen geschlossenen Innenhof. Die Ostfassade des dreigeschossigen Hauptbaus schmückt ein Mittelrisalit mit Dreiecksgiebel. Im Giebelfeld ist das Ehewappen Lochner-Bibra angebracht. Das wuchtige Hauptportal mit Pilastern und Sprenggiebel stammt – dem Stil nach zu urteilen – vom 1682 errichteten Jägerhaus. Im Inneren hat sich von der einstigen Raumdekoration neben der Treppe mit reich geschnitztem Geländer ein Salon im ersten Obergeschoss mit geschnitzten Rokoko-Türen erhalten. Das Schloss ist ein Putzbau mit einem Krüppelwalmdach; ein abgewinkelter Anbau mit Satteldach stammt vermutlich aus dem 19. Jahrhundert

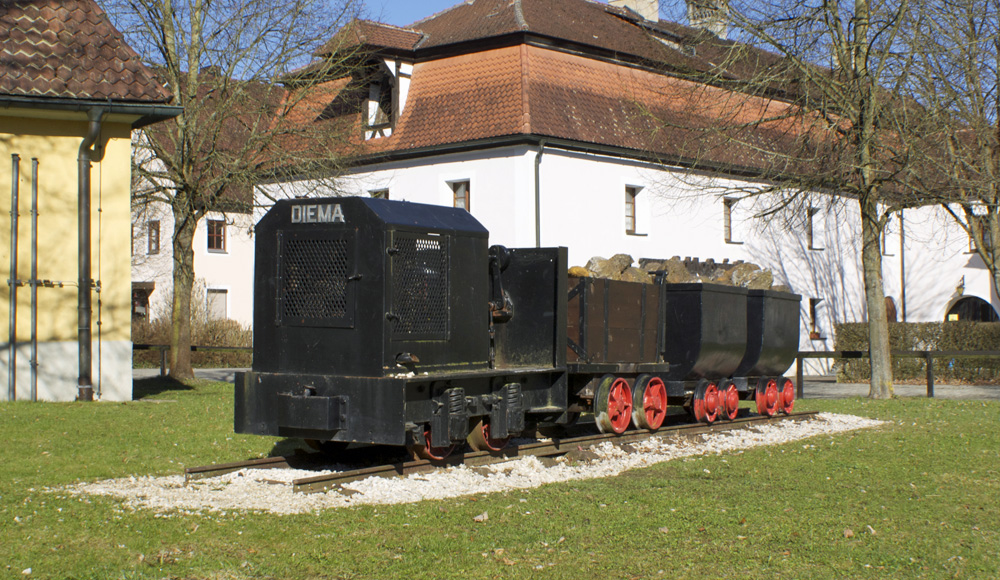
Bergbau- und Industriemuseum Ostbayern

Der Bau des Adelssitzes war mit dem enormen Kostenaufwand von 20.000 Gulden verbunden. Er stellte eine große Belastung sowohl für den Hofmarksherrn als auch für die zu Fronleistungen verpflichteten Untertanen dar.
Am 17. September 1816 kaufte Karl Christian von Mann genannt Tiechler das Gut Theuern von der Gräfin Sophie von Hirschberg. 1832 hatte die hiesige Eisenhütte einen Hochofen. Der Sohn des von Mann veräußerte das Gut am 28. August 1855 an Florian Dorfner. Es umfasste zu dieser Zeit 1707 Tagwerk, wovon 1561 Tagwerk aus Wäldern bestanden. 1935 verkaufte die Familie Dorfner das Waldgut samt Schloss an die Berliner Holzgroßhandlung Breba. Danach gelangte es in den Besitz der Familie Wittmann. 1972 erwarb der Landkreis Amberg-Sulzbach das Anwesen und errichtete das Bergbau- und Industriemuseum Ostbayern.

## Heutige Nutzung
Das Schloss Theuern beherbergt das Bergbau- und Industriemuseum Ostbayern. Darüber hinaus wird das Schloss für zahlreiche kulturelle Veranstaltungen und im Unterhaltungsbereich genutzt.
Das Schloss ist Anlaufpunkt zahlreicher Wander- bzw. Radwege, wie der Bier- und Burgenstraße und dem Fünf-Flüsse-Radweg.